# 鴫野彰
鴫野彰（日语：／ Shigino Akira，1954年1月19日—2024年5月30日），日本男性動畫演出家、動畫導演。別名義に、義野利幸（ぎゃりこ）。日本動畫師·演出協會（JAniCA）會員。出身於北海道。
代表作有《超攻速加爾比昂》、《小松君 (1988年版)》、《烏龍派出所》（電視特別篇）、《小雙俠 (2008年版)》、《電影版蠟筆小新》系列。

## 來歷、人物
鴫野彰出身於室蘭市。他的母親是阿伊努族人。雖然立志成為漫畫家，但他還是加入了龍之子製作公司（以下簡稱龍之子）旗下的Anime Friend擔任拍攝工作人員，負責拍攝《救難小英雄Yattode》及海外合作動畫。拍攝持續了大約1年半，但他透過《Z超人》（第36話）負責演出的工作首次亮相。此後，作為演出家他參加了〈時間飛船系列〉等作品，並以國際電影社製作的《奈奈子SOS》成為導演處女作。
他曾經擔任Studio Pierrot的導演，並參與成立Pierrot數位動畫室（Pierrot D.A.R.）也擔任首任室長。2001年，他離開Studio Pierrot，並以自由工作者加入Arcturus。之後，他又先後為日昇動畫和A-Line工作，成立「彰工作室」並擔任其代表。
曾主要在龍之子、Studio Pierrot、SHIN-EI動畫等公司負責演出、導演，常執導《妖怪手錶》、《LINE TOWN》等兒童動畫。
從1992年首播到2024年去世，他負責《蠟筆小新》的分鏡長達32年。2009年，本身首次擔任系列電影第17部電影《蠟筆小新：春日部野生王國》的電影導演，並於2010年繼續擔任系列電影第18部電影《蠟筆小新：我的超時空新娘》的電影導演。《蠟筆小新：我的超時空新娘》於2011年在「第一屆北京國際電影節」上放映。鴫野彰擔任該影展的舞台迎賓人員。
其特點是滑稽且快節奏的表演，從龍之子時代起就一直如此，其中搞笑動畫經常包含本身想出的搞笑內容，即使它們不在劇本中。在《蠟筆小新》裡，在他負責的「爆笑連發的搞笑哦」（1996年4月12日播出）中的「如果野原一家是宇宙家族…」的編劇、分鏡中，插入了一些自嘲的台詞。
他的筆名「義野利幸（ぎゃりこ）」來自美國作家保羅·葛里克，而鴫野本人也是其粉絲。
2024年5月30日，因膽管癌去世，享壽70歳。他一直工作到去世前，其最後一部作品是《蠟筆小新》的（分鏡），於2024年10月12日播出。

## 執導作品

### 電視動畫
- 奈奈子SOS（日语：ななこSOS）（1983年）[注 2]—首席導演分鏡、演出、OP分鏡&演出
- 超攻速加爾比昂（日语：超攻速ガルビオン）（1984年）[注 3]—總導演、分鏡、演出
- 魔法偶像粉彩筆由美（日语：魔法のアイドルパステルユーミ）（1986年）—導演、分鏡、演出
- 加油！吉塔斯（1986年）[4][5]—總導演、分鏡、演出
- 小松君 (1988年版)（1988年—1989年）—導演、分鏡、演出
- 守護神哈特（日语：まじかるハット）（1989年—1990年）
- 超級劍豪傳（1990年—1991年）
- 丸出日太夫（1991年—1992年）—總導演[6]
- 坦克王（2003年—2004年）—總導演
- 烏龍派出所（2005年—2008年）[注 4]
- 小雙俠 (2008年版)（2008年—2009年）[注 5]
- 發現、體驗、我喜歡巧虎！（2008年—2010年）—總導演[注 6]
- 可愛巧虎島 HE SO KA（2010年—2012年）—動畫導演[注 3]
- 可愛巧虎島WAO！（2012年）—動畫導演[注 7]
- LINE TOWN 麻吉樂園（2013年）[注 3]
- 烏龍派出所 THE FINAL 兩津勘吉最後的一天（2016年）[注 3]
- 臨死!! 江古田（日语：臨死!!江古田ちゃん）（2019年）—第3話導演[注 3]

### 電影動畫
- 小松君：來自西瓜星的問候贊斯！（1989年）
- 蠟筆小新：春日部野生王國（2009年）[注 3]
- 蠟筆小新：我的超時空新娘（2010年）[注 3]

### OVA
- 時間飛船王道復古（日语：タイムボカン王道復古）（1993年）[注 3]
- 小職員週記 陪審團計劃開始！（2007年）
- 少女的秘密心事（2008年）[注 3]

### 網路動畫
- （2009年—）
- 蠟筆小新外傳 妖怪與野原新之助（日语：クレヨンしんちゃん外伝 お・お・お・のしんのすけ）（2017年）[注 3]
- 恐龍女孩（日语：恐竜少女ガウ子）（2019年）

### 其它
- 可以遇見動畫醬的國家（2016年）—動畫導演[注 3]

## 參加作品

### 電視動畫
- Z超人（日语：ゼンダマン）（1979年，演出）
- 時空巡警隊救助超人（日语：タイムパトロール隊オタスケマン）（1980年，演出）
- 救難小英雄Yattode（1981年，演出）
- 忍者哈特利（1981年—1987年，分鏡）
- 真知子老師（1981年—1983年，演出）
- 逆轉一發人（日语：逆転イッパツマン）（1982年，演出）
- 阿波羅之女（1982年—1983年，分鏡、演出）[注 8]
- （1984年，分鏡、演出）
- 超力機器人 卡拉特（日语：超力ロボ ガラット）（1984年—1985年，分鏡）[注 9]
- 星槍士俾斯麥（1984年—1985年，系列導演、分鏡、演出）
- 魔法之星愛美（1985年，分鏡）
- 忍者戰士飛影（1985年—1986年，分鏡、演出）
- 狗仔爺爺 (1987年版)（日语：のらくろクン）（1987年—1988年，分鏡）
- 大耳鼠（1990年，分鏡）
- 21衛門（1991年—1992年，分鏡）[注 10]
- 蠟筆小新（1992年—2024年，編劇、分鏡）[注 9]
- 丹丹的生活日記（1992年—1994年，分鏡、演出）
- 可愛巧虎島（1993年—2008年，分鏡）[注 3]
- 幸運超人（1994年—1995年，分鏡、演出）[注 3]
- 小紅帽恰恰（1994年—1995年，分鏡、演出）[注 9]
- 夢幻遊戲（1995年，分鏡、演出）[注 3]
- 山林小獵人 (1996年版)（1996年，分鏡）[注 3]
- 熱鬥小馬（1997年，分鏡）[注 3]
- 炸彈人 彈珠人爆外傳（1998年，分鏡）[注 3]
- 章魚燒小超人（1998年，系列導演、分鏡、演出）[注 3]
- 大嘴鳥（1999年，分鏡）[注 9]
- 力石戰士（1999年，分鏡）[注 3]
- 天使不設防！（1999年，演出）
- ReReRe天才傻鵬（日语：レレレの天才バカボン）（1999年—2000年，分鏡）
- 快樂小丸日記（1999年—2001年，分鏡、演出）[注 3]
- 蒙面貓俠（2000年—2001年，分鏡）[注 10]
- 哈雷小子（2001年，分鏡、演出）[注 10]
- 百變海盜王（日语：仰天人間バトシーラー）（2001年，分鏡）[注 9]
- 被喊了就蹦出來！小哈欠（日语：よばれてとびでて!アクビちゃん）（2001年—2002年，分鏡、演出）[注 9]
- 辣妹當家（2002年，分鏡）[注 3]
- 走投無路危險爺爺（日语：絶体絶命でんぢゃらすじーさん）（2004年—2005年，分鏡）[注 10]
- 美鳥的日記（2004年，分鏡）
- 忍者亂太郎（2004年—2006年，分鏡）[注 3]
- 遊☆戲☆王 怪獸之決鬥GX（2004年—2008年，演出）
- 完美超人Joe（2004年—2005年，分鏡、演出）
- 魔豆傳奇（2005年，分鏡）
- 哆啦A夢 (2005年版)（2005年—2006年，分鏡）[注 3]
- 動物橫町（2005年—2006年，分鏡）
- 狗狗向前衝（2006年，分鏡、演出）
- 飛天小女警Z（2006年，分鏡）[注 3]
- 可愛小水滴（日语：ぷるるんっ!しずくちゃん）（2006年—2007年，分鏡）[注 3]
- 造夢同人誌（2007年，分鏡）[注 3]
- 魔法娜娜咪（2007年，分鏡）
- 鐵子之旅（日语：鉄子の旅）（2007年，分鏡）
- 婆婆偵探團（日语：やっとかめ探偵団）（2007年，分鏡）
- 發現、體驗、我喜歡巧虎！（2008年—2010年，分鏡、演出）[注 11]
- 星際寶貝 ～最棒的朋友～（2010年，分鏡、演出）[注 3]
- Dumomo & Nupepe（日语：ズモモとヌペペ）（2012年，分鏡）[注 3]
- 翡翠森林狼與羊 ～秘密的朋友～（2012年，分鏡）[注 3]
- 遊☆戲☆王ARC-V（2014年，演出）
- 妖怪手錶（2014年—2018年，分鏡、演出）[注 3]
- 怪盜Joker（2014年，分鏡、演出）[注 3]
- 卡片鬥爭!! 先導者G（2014年—2015年，分鏡）[注 3]
- 怪盜Joker Season 2（2015年，演出）[注 3]
- 交給你了！奇蹟貓團（日语：おまかせ!みらくるキャット団）（2015年，分鏡、演出）[注 3]
- 櫻桃小丸子 (第2期)（2016年，分鏡、演出）[注 3]
- 神奇寶貝XY&Z（2016年，演出）[注 3]
- 精靈寶可夢 太陽&月亮（2016年，演出）[注 3]
- 海螺小姐（2017年，演出）[注 3]
- 企鵝家族在都市（日语：ピングー in ザ・シティ）（2017年，分鏡）[注 3]
- 龍王的工作！（2018年，演出）[注 3]
- 妖怪手錶 影之章（2018年，演出）[注 3]
- 織田肉桂信長（2020年，分鏡）[注 3]
- 更多！更多！認真地不認真的怪傑佐羅力（2022年，演出）[注 3]

### 電影動畫
- 蠟筆小新：黃金間諜大作戰（2011年，分鏡）[注 3]

### OVA
- 魔法胭脂 口☆紅（日语：魔法のルージュ りっぷ☆すてぃっく）（1985年，分鏡）[注 8]
- 天文館版蠟筆小新 星空與學校的七大奇觀！（2018年，分鏡、演出）

### 網路動畫
- 魔法遊戲 夢想起飛!! 花丸大冒險（日语：魔法遊戯）（2001年—2002年，分鏡）[注 10]
- 美少女戰士Crystal（2014年，分鏡）[注 3]

### 其它
- 挑戰1年級，讓1年級越快越好DVD 淚之卒園 Special（2011年，分鏡）[注 3]

## 腳註

## 相關項目
- 龍之子製作公司
- Studio Pierrot
- 日本動畫師列表（日语：アニメ関係者一覧）

## 外部連結
- （日語）—（舊）鴫野彰的官方個人部落格。
- （日語）—鴫野彰的官方個人部落格。
- （日語）
- 鴫野彰的X（前Twitter） （日語）（閉鎖）